# Jacques Lüthy
Jacques Lüthy (n. 11 iulie 1959, Charmey⁠(d), cantonul Fribourg, Elveția) este un schior alpin ce a reprezentat Elveția, medaliat olimpic. A participat la o ediție a Jocurilor Olimpice (1980) în care a câștigat două medalii de bronz.